# 隙間
| ウィキペディアには「隙間」という見出しの百科事典記事はありません（タイトルに「隙間」を含むページの一覧/「隙間」で始まるページの一覧）。 代わりにウィクショナリーのページ「隙間」が役に立つかもしれません。 |